# Daniel Arroyo
Óscar Daniel Arroyo Peña, noto semplicemente come Daniel Arroyo (Santa Ana, 28 gennaio 1990), è un calciatore salvadoregno, portiere dell'Isidro Metapán.

## Carriera

### Club
Ha sempre giocato nel campionato del proprio Paese.

### Nazionale
Ha debuttato in Nazionale nel 2016.